# V-Ray
V-Ray — програма-рендерер для створення комп'ютерної візуалізації, розроблена компанією Chaos Group (Болгарія).
Перша бета версія рендерера V-Ray з'явилася в 2000 році.
V-Ray працює як плагін для Autodesk 3ds Max, Cinema 4D, SketchUp, Rhino, TrueSpace, Autodesk Maya, а також як окремий Standalone-модуль Blender.
V-Ray добре себе зарекомендувала в архітектурній візуалізації збалансованості швидкості прорахунку до якості зображення.
V-Ray використовує трасування променів за кількома алгоритмами прорахунку глобального освітлення (Global Illumination): Light Cache, Photon Map (фотонна карта), Irradiance Map, Brute Force (QMC), є можливість вибору різних алгоритмів для прорахунку перших відбиттів і та наступного глобального освітлення.
Крім базової версії V-Ray, існує версія для прорахунку зображення в реальному часі V-Ray RT (Real-Time), яка використовує на вибір можливості центрального процесора або відеокарти. Починаючи з версії V-Ray 2.0, V-Ray RT входить в штатну поставку плагінів до 3ds Max. При використанні рендерера в реальному часі, V-Ray RT частково бере налаштування зі звичайного V-Ray (налаштування освітлення, колірного загасання, навколишнього середовища), а для обчислень використовує власний алгоритм. V-Ray RT здатний виконувати обчислення за допомогою процесора або ж відеокарти, при цьому в останньому випадку досягається значне збільшення швидкості прорахунку, проте не підтримується велика кількість функцій V-Ray.
V-Ray критикується за недостатньо повну документацію, особливо в частині SDK, відсутність багатоплатформності і недопрацьовану Standalone-версію.

## Галерея

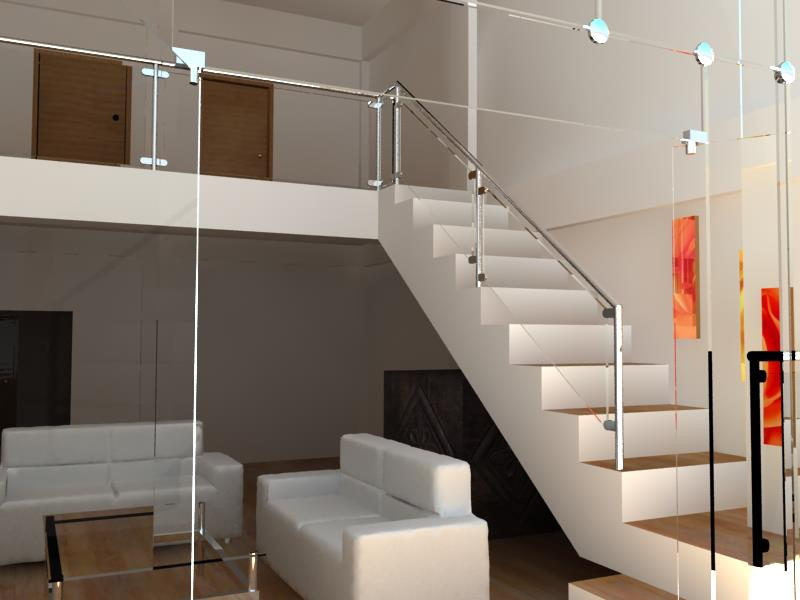
Фотореалістична архітектурна візуалізація, виконана у V-Ray
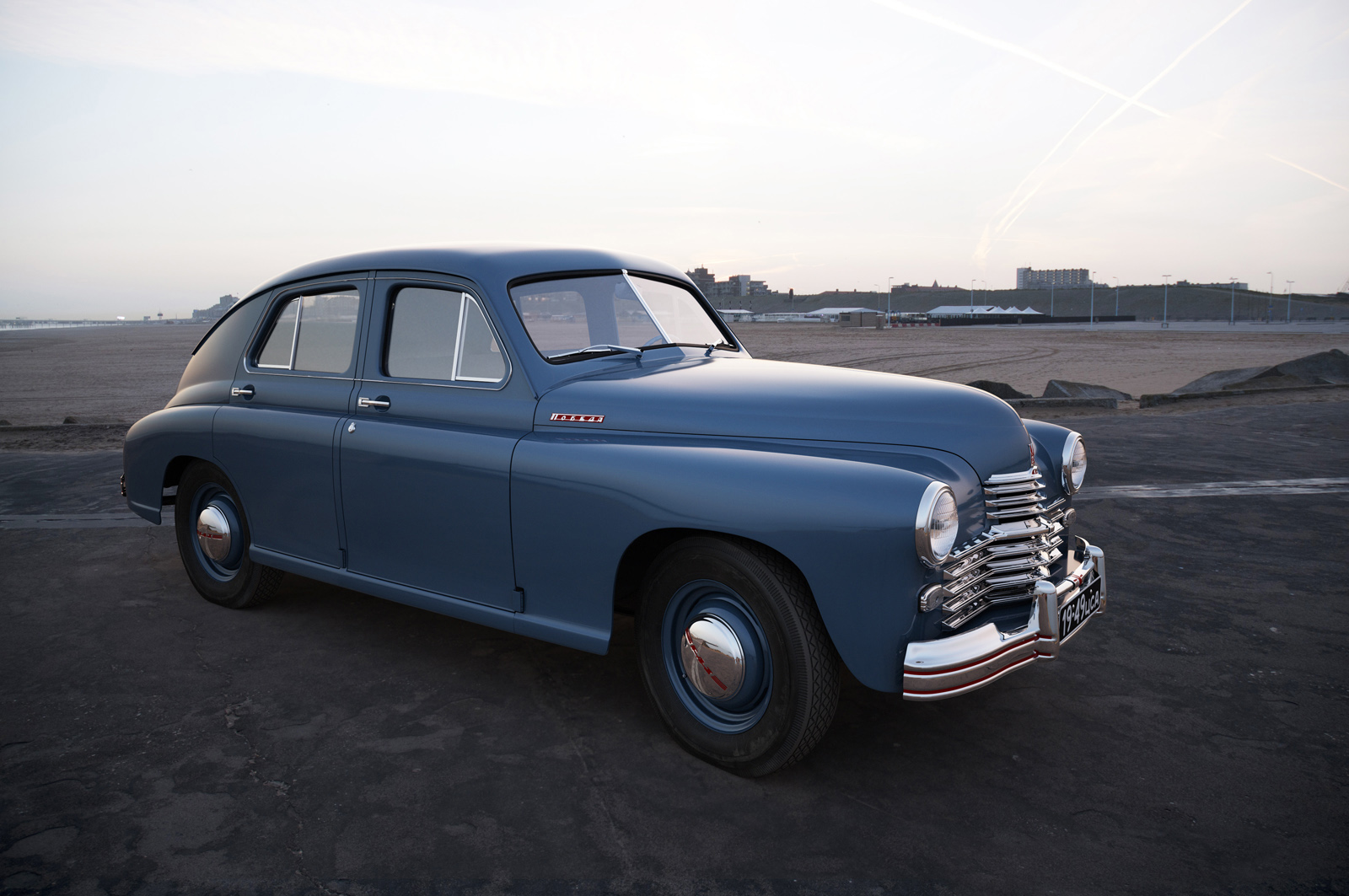
Модель автомобіля ГАЗ М20 «Победа»
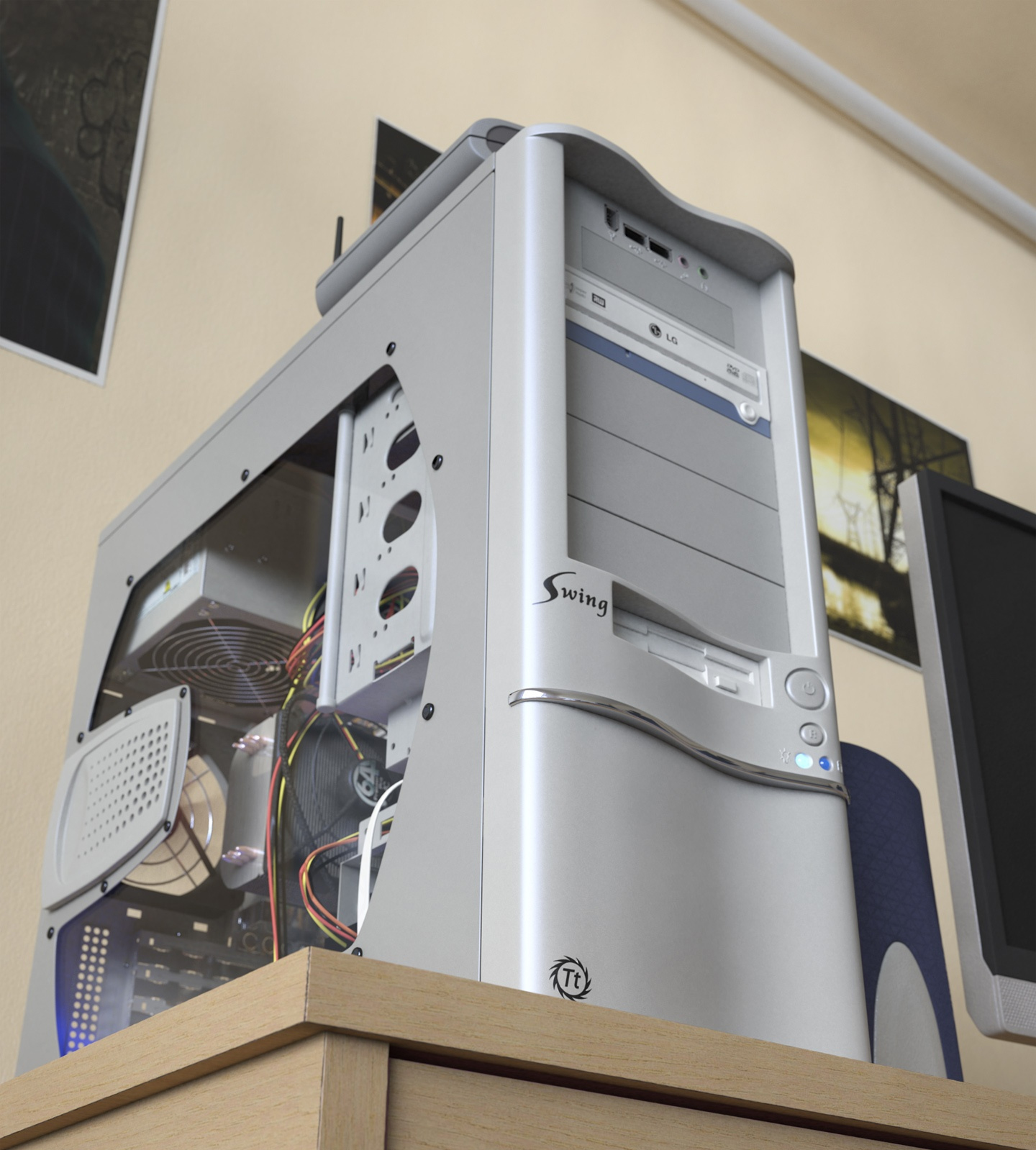
Модель системного блока (використано Irradiance caching)